# Umba (dolina)
Dolina Umba – kraina geograficzna i dolina w Tanzanii, która jest jedynym na świecie źródłem wydobycia szafirów Umba. Przez dolinę przepływa także rzeka Umba.